# T̄
Cette page contient des caractères spéciaux ou non latins. S’ils s’affichent mal (▯, ?, etc.), consultez la page d’aide Unicode.
T̄ (minuscule : t̄), appelé T macron, est un graphème utilisé dans l’écriture de l’assiniboine, dans la romanisation ISO 233-1 de l’écriture arabe, la romanisation ISO 11940 du thaï, comme abréviation dans l’écriture manuscrite médiévale ou dans l’orthographe basque de Sabino Arana Goiri au XIXe siècle.  Il s’agit de la lettre T diacritée d’un macron.

## Utilisation
Dans la romanisation ISO 233-1 de l’écriture arabe, ‹ t̄ › translittère le tāʾ šaddah ‹ تّ ›, le tāʾ et le šaddah étant translittéré avec le t et avec le macron suscrit.
En assiniboine, le t macron ‹ t̄ › est utilisé pour représenter une consonne occlusive dentale sourde non-aspirée /t/, la consonne occlusive dentale sourde aspirée /tʰ/ étant notée ‹ t ›.

## Représentations informatiques
Le T macron peut être représenté avec les caractères Unicode suivants :
- décomposé (latin de base, diacritiques) :

| formes    | représentations | chaînes de caractères | points de code | descriptions                                 |
| --------- | --------------- | --------------------- | -------------- | -------------------------------------------- |
| majuscule | T̄               | T◌̄                    | U+0054 U+0304  | lettre majuscule latine t diacritique macron |
| minuscule | t̄               | t◌̄                    | U+0074 U+0304  | lettre minuscule latine t diacritique macron |

## Sources
- Sabino Arana Goiri, Lecciones de ortografía del euskera bizkaino, Sebastián de Amorrortu, 1896 (lire en ligne)
- (de) Adriano Cappelli, Lexicon abbreviaturarum, Leipzig, J. J. Weber, 1928 (lire en ligne)
- Alphonse Chassant, Dictionnaire des abréviations latines et francaises usitées dans les inscriptions lapidaires et métalliques, les manuscrits et les chartes du Moyen Âge, Jules Martin, 1884 (lire en ligne)
- (en) Linda A. Cumberland, A grammar of Assiniboine: A Siouan language of the Northern Plains (thèse de Ph.D.), Indiana University, 2005
- (en) Thomas T. Pederson, Transliteration of Arabic, 2.2, 2008 (lire en ligne)